# Löpning 4 × 400 meter

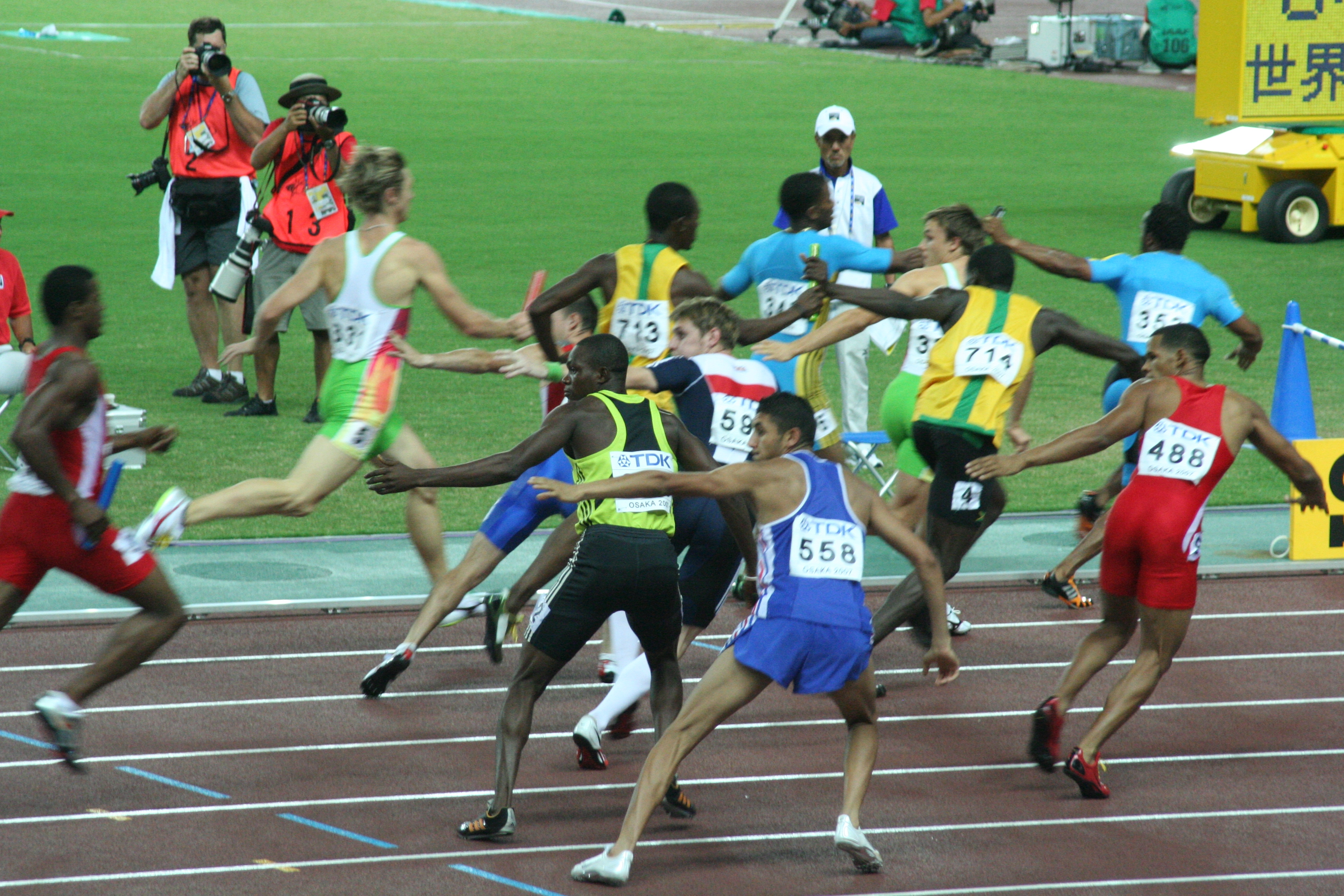
Växlingen, loppets mest kritiska ögonblick, på ett stafettlopp över 4 × 400 meter från VM i Osaka 2007

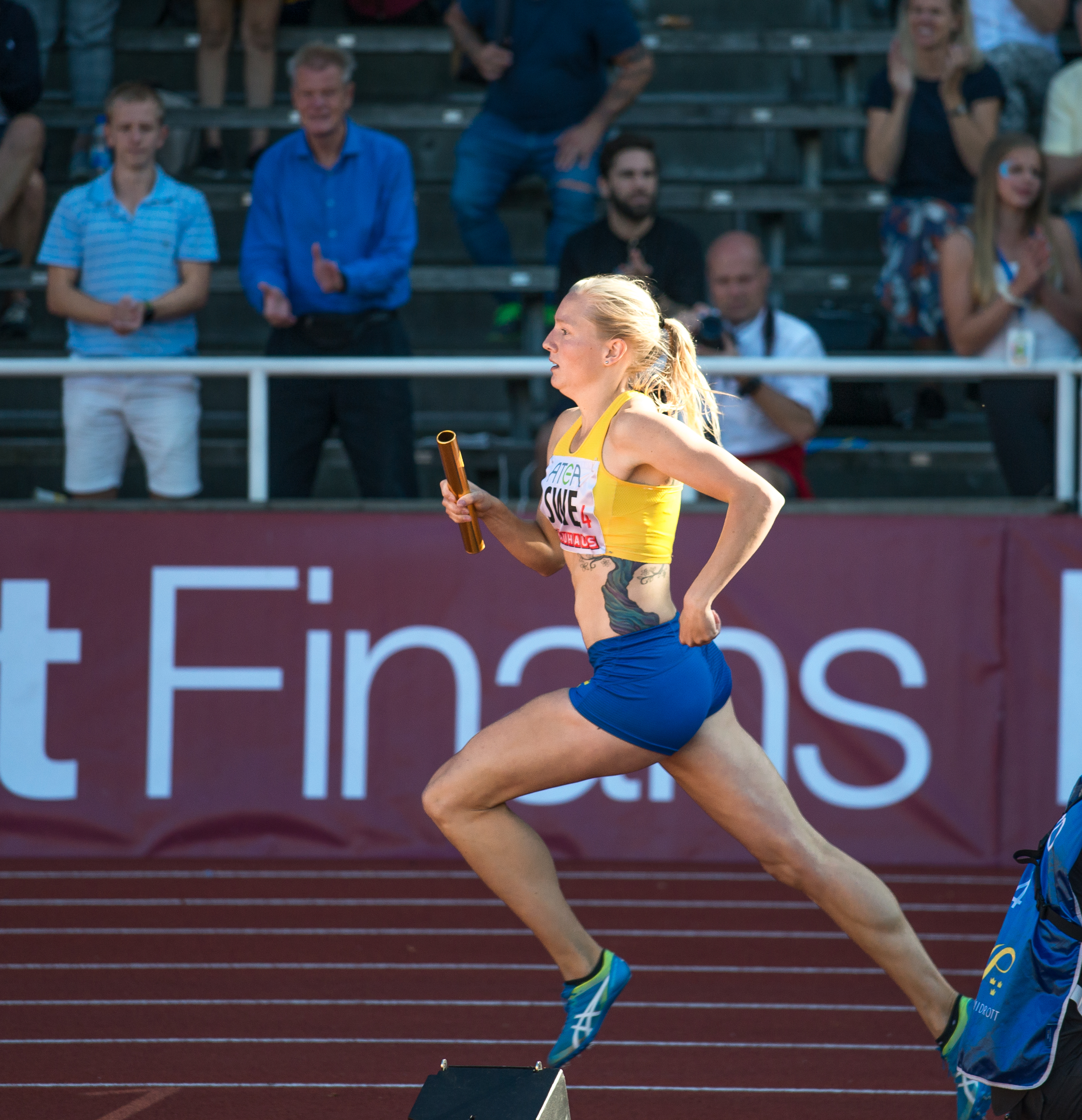
Moa Hjelmer i långa stafetten under Finnkampen på Stockholms stadion i augusti 2019.

4 × 400 meter löpning är en friidrottsgren såväl vid de Olympiska sommarspelen som vid världsmästerskap. Den långa stafetten är traditionellt den gren som avslutar ett friidrottsmästerskap. 
Totalt springer löparna 500 meter på individuella banor, d.v.s. hela första sträckan och hundra meter av andra sträckan innan löparna går över till gemensamma banor. Vid växlingarna har lagen 20 meter på sig att växla över pinnen till nästa löpare. Det är inte lika vanligt med överväxlingar i den långa stafetten som det är i den korta på 4 x 100 meter. Däremot kan det bli trångt vid växlingarna när flera lag kommer in samtidigt. 
På herrsidan har USA, precis som på 400 meter slätt och på 400 meter häck, varit den helt dominerande nationen. De elva snabbaste tiderna på 4 x 400 meter har löpts av amerikanska lag. Det nuvarande världsrekordet lyder på 2.54,29 och noterades av ett lag som bestod av Andrew Valmon, Quincy Watts, Harry Reynolds och Michael Johnson. Amerikanska lag har abonnerat på OS- och VM-titlarna i modern tid. Den enda gången de fått se sig besegrade, utan att de själva tappat stafettpinnen eller dylikt, var i VM 1991 när den brittiske häcklöparen Kriss Akabusi kämpade ned Antonio Pettigrew på upploppet och förde Storbritannien till segern.
I EM-sammanhang dominerade länge Västtyskland, bland annat vann landet medalj i 11 raka EM-finaler (1954-1990). Den tyska dominansen har sedan förbytts i en brittisk dominans; Storbritannien vann mellan åren 1986 och 2002 fem EM-guld i följd (och var nära ett sjätte men fick till slut nöja sig med silvret i Göteborg 2006). Övriga framstående europeiska stafettlag har varit Sverige (fram till 1950-talet), Frankrike (bland annat fyra EM-guld) och Polen (bronsmedaljör vid senaste VM).
På damsidan var länge Östtyskland den nation som dominerade i den långa stafetten. Vid en tävling i Erfurt 1984 sprang ett östtyskt lag på tiden 3.15,92 - en förbättring av det dåvarande rekordet med tre sekunder. Laget bestod av Gesine Walther, Sabine Busch, Dagmar Neubauer och Marita Koch. Rekordet stod sig till Olympiska sommarspelen 1988 där både segrarna Sovjetunionen och tvåan USA underskred det östtyska rekordet. Det nya världsrekordet är 3.15,17 och laget bestod av Tatjana Ledovskaja, Olga Nazarova, Marija Pinigina och Olga Bryzgina.

## Rekord

### Män
Uppdaterat den 16 juli 2008
| Rekord           | Res.    | Lag                                                                                             | Datum             | Plats       |
| ---------------- | ------- | ----------------------------------------------------------------------------------------------- | ----------------- | ----------- |
| Världsrekord     | 2.54,29 | Förenta staterna Andrew Valmon, Quincy Watts, Harry Reynolds och Michael Johnson                | 22 augusti 1993   | Stuttgart   |
| Olympiskt rekord | 2.55,74 | Förenta staterna Andrew Valmon, Quincy Watts, Michael Johnson och Steve Lewis                   | 8 augusti 1992    | Barcelona   |
| VM-rekord        | 2.54,29 | Förenta staterna Andrew Valmon, Quincy Watts, Harry Reynolds och Michael Johnson                | 22 augusti 1993   | Stuttgart   |
| EM-rekord        | 2.58,22 | Storbritannien Paul Sanders, Kriss Akabusi, John Regis och Roger Black                          | 1 september 1990  | Split       |
| Afrika           | 2.58,68 | Nigeria Clement Chukwu, Jude Monye, Sunday Bada och Enefiok Udo-Obong                           | 30 september 2000 | Sydney      |
| Asien            | 3.00,76 | Japan Shigekazu Omori, Koji Ito, Jun Osakada och Shunji Karube                                  | 3 augusti 1996    | Atlanta     |
| Europa           | 2.56,60 | Storbritannien Iwan Thomas, Jamie Baulch, Mark Richardson och Roger Black                       | 3 augusti 1996    | Atlanta     |
| Nordamerika      | 2.54,20 | Förenta staterna Jerome Young, Antonio Pettigrew, Tyree Washington och Michael Johnson          | 22 juli 1998      | Uniondale   |
| Oceanien         | 2.59,70 | Australien Bruce Frayne, Gary Minihan, Richard Mitchell och Darren Clark                        | 11 augusti 1984   | Los Angeles |
| Sydamerika       | 2.58,56 | Brasilien Sanderlei Claro Parrela, Cleverson da Silva, Sérgio dos Santos och Eronilde de Araújo | 30 juli 1999      | Winnipeg    |

### Kvinnor
Uppdaterat den 16 juli 2008
| Rekord           | Res.    | Lag | Datum             | Plats       |
| ---------------- | ------- | --- | ----------------- | ----------- |
| Världsrekord     | 3.15,17 | Sovjetunionen Tatjana Ledovskaja, Olga Nazarova, Marija Kulchunova-Pinigina och Olga Vladykina-Bryzgina | 1 oktober 1988    | Seoul       |
| Olympiskt rekord | 3.15,17 | Sovjetunionen Tatjana Ledovskaja, Olga Nazarova, Marija Kulchunova-Pinigina och Olga Vladykina-Bryzgina | 1 oktober 1988    | Seoul       |
| VM-rekord        | 3.16,71 | Förenta staterna Gwen Torrence, Maicel Malone-Wallace, Natasha Kaiser-Brown och Jearl Miles Clark       | 22 augusti 1993   | Stuttgart   |
| Afrika           | 3.21,04 | Nigeria Olabisi Afolabi, Fatima Yusuf, Charity Opara och Falilat Ogunkoya                               | 3 augusti 1996    | Atlanta     |
| Asien            | 3.24,28 | Hebei Chunying Cao, Yuqin Ma, Xiaohong An och Xiaoyun Bai                                               | 13 september 1993 | Peking      |
| Europa           | 3.15,17 | Sovjetunionen Tatjana Ledovskaja, Olga Nazarova, Marija Kulchunova-Pinigina och Olga Vladykina-Bryzgina | 1 oktober 1988    | Seoul       |
| Nordamerika      | 3.15,51 | Förenta staterna Denean Howard-Hill, Diane Dixon, Valerie Brisco-Hooks och Florence Griffith-Joyner     | 1 oktober 1988    | Seoul       |
| Oceanien         | 3.23,81 | Australien Nova Peris, Melinda Gainsford-Taylor, Tamsyn Lewis och Cathy Freeman                         | 30 september 2000 | Sydney      |
| Sydamerika       | 3.26,82 | Brasilien Lucimar Teodoro, Geisa Aparecida Coutinho, Josiane Tito och Maria Laura Almirão               | 13 augusti 2005   | Helsingfors |

## Tio snabbaste tiderna på 4 x 400 meter

### Män
Uppdaterat den 16 juli 2008
| Rank        | Res.      | Lag                                                                                     | Datum             | Plats       |
| ----------- | --------- | --------------------------------------------------------------------------------------- | ----------------- | ----------- |
| 1.          | 2.54,29** | Förenta staterna Andrew Valmon, Quincy Watts, Harry Reynolds och Michael Johnson        | 22 augusti 1993   | Stuttgart   |
| 2.          | 2.55,56   | Förenta staterna LaShawn Merritt, Angelo Taylor, Darold Williamson och Jeremy Wariner   | 2 september 2007  | Osaka       |
| 3.          | 2.55,74   | Förenta staterna Andrew Valmon, Quincy Watts, Michael Johnson och Steve Lewis           | 8 augusti 1992    | Barcelona   |
| 4.          | 2.55,91   | Förenta staterna Otis Harris, Derrick Brew, Jeremy Wariner och Darold Williamson        | 28 augusti 2004   | Aten        |
| 5.          | 2.55,99   | Förenta staterna Lamont Smith, Alvin Harrison, Derek Mills och Anthuan Maybank          | 3 augusti 1996    | Atlanta     |
| 6.          | 2.56,16 A | Förenta staterna Vincent Matthews, Ron Freeman, Larry James och Lee Evans               | 20 oktober 1968   | Mexiko stad |
| =           | 2.56,16   | Förenta staterna Danny Everett, Steve Lewis, Kevin Robinzine och Harry Reynolds         | 1 oktober 1998    | Seoul       |
| 8.          | 2.56,35*  | Förenta staterna Alvin Harrison, Antonio Pettigrew, Calvin Harrison och Michael Johnson | 30 september 2000 | Sydney      |
| 9.          | 2.56,45   | Förenta staterna Jerome Davis, Antonio Pettigrew, Angelo Taylor och Michael Johnson     | 29 augusti 1999   | Sevilla     |
| 10.         | 2.56,47   | Förenta staterna Jerome Young, Antonio Pettigrew, Chris Jones och Tyree Washington      | 10 augusti 1997   | Aten        |
| 11.         | 2.56,60   | Storbritannien Iwan Thomas, Jamie Baulch, Mark Richardson och Roger Black               | 3 augusti 1996    | Atlanta     |
| Under- känt | 2.54,20** | Förenta staterna Jerome Young, Antonio Pettigrew, Tyree Washington och Michael Johnson  | 22 juli 1998      | Uniondale   |

- År 2004 blev Alvin Harrison avstängd från att tävla efter att ha genomgått ett dopingtest. IAAF beslutade 2004 att stafettguldet från OS 2000 skulle fråntagas Förenta staterna och istället tilldelas Nigeria till följd av Harrisons dopning, varigenom amerikanernas segertid (2.56,35) ogiltigförklarades. IAAF:s beslut annullerades dock 2005 av idrottens skiljedomstol CAS, varför Förenta staterna behållit guldmedaljen (och segertiden), trots att Harrison erkänt dopning. Michael Johnson återlämnade dock sin guldmedalj från tävlingen och under 2008 beslutade IOK att guldet skulle fråntas det amerikanska laget. Storbritannien har för närvarande noterat den elfte främsta tiden genom tiderna i grenen, och är därigenom det främsta icke-amerikanska laget.

Mellan åren 1998 och 2008 löd världsrekordtiden på 2.54,20 men IAAF annullerade rekordet den 12 augusti 2008 eftersom en av lagmedlemmarna (Pettigrew) varit dopad.

### Kvinnor
Uppdaterat den 16 juli 2008
| Rank | Res.    | Lag | Datum            | Plats       |
| ---- | ------- | --- | ---------------- | ----------- |
| 1.   | 3.15,17 | Sovjetunionen Tatjana Ledovskaja, Olga Nazarova, Marija Kulchunova-Pinigina och Olga Vladykina-Bryzgina | 1 oktober 1988   | Seoul       |
| 2.   | 3.15,51 | Förenta staterna Denean Howard-Hill, Diane Dixon, Valerie Brisco-Hooks och Florence Griffith-Joyner     | 1 oktober 1988   | Seoul       |
| 3.   | 3.15,92 | Östtyskland Gesine Walther, Sabine Busch, Dagmar Neubauer och Marita Koch                               | 3 juni 1984      | Erfurt      |
| 4.   | 3.16,71 | Förenta staterna Gwen Torrence, Maicel Malone-Wallace, Natasha Kaiser-Brown och Jearl Miles Clark       | 22 augusti 1993  | Stuttgart   |
| 5.   | 3.16,87 | Östtyskland Kirsten Siemon-Emmelmann, Sabine Busch, Petra Schersing och Marita Koch                     | 31 augusti 1986  | Stuttgart   |
| 6.   | 3.18,29 | Förenta staterna Lillie Leatherwood, Sherrie Howard, Valerie Brisco-Hooks och Chandra Cheesborough      | 11 augusti 1984  | Los Angeles |
| =    | 3.18,29 | Östtyskland Dagmar Neubauer, Kirsten Siemon-Emmelmann, Sabine Busch och Petra Schersing                 | 1 oktober 1988   | Seoul       |
| 8.   | 3.18,38 | Ryssland Jelena Ruzina, Tatjana Aleksejeva, Margarita Khromova-Ponomarjova och Irina Privalova          | 22 augusti 1993  | Stuttgart   |
| 9.   | 3.18,43 | Sovjetunionen Tatjana Ledovskaja, Ljudmila Dzhigalova, Olga Nazarova och Olga Vladykina-Bryzgina        | 1 september 1991 | Tokyo       |
| 10.  | 3.18,55 | Förenta staterna DeeDee Trotter, Allyson Felix, Mary Wineberg och Sanya Richards                        | 2 september 2007 | Osaka       |

## Framstående tider på enskilda sträckor
- Michael Johnson sprang sista sträckan i VM-finalen 1993 på tiden 42,91, vilket är den snabbaste sträcktiden någonsin.
- Jeremy Wariner sprang sista sträckan vid VM 2007 i Osaka på 43,10.
- Quincy Watts sprang andra sträckan vid OS 1992 på 43,1.
- Marita Koch sprang sista sträckan vid tävlingen i Erfurt på 47,70.
- Jarmila Kratochvílová sprang sista sträckan vid VM 1983 på 47,75.

## Mästerskapsmedaljörer, herrar

### Olympiska spel
| OS   | Guld                                                                                        | Silver                                                                             | Brons                                                                                     |
| ---- | ------------------------------------------------------------------------------------------- | ---------------------------------------------------------------------------------- | ----------------------------------------------------------------------------------------- |
| 1912 | Förenta staterna 3.16,6 Mel Sheppard Edward Lindberg Ted Meredith Charles Reidpath          | Frankrike 3.20,7 Charles Lelong Robert Schurrer Pierre Failliot Charles Poulenard  | Storbritannien 3.23,2 George Nicol Ernest Henley James Soutter Cyril Seedhouse            |
| 1920 | Storbritannien 3.22,2 Cecil Griffiths Robert Lindsay John Ainsworth-Davies Guy Butler       | Sydafrika 3.24,2 Henry Dafel Clarence Oldfield Jack Oosterlaak Bevil Rudd          | Frankrike 3.24,8 Géo André Gaston Féry Maurice Delvart André Devaux                       |
| 1924 | Förenta staterna 3.16,0 Commodore Cochran Alan Helffrich Oliver MacDonald William Stevenson | Sverige 3.17,0 Artur Svensson Erik Byléhn Gustaf Weijnarth Nils Engdahl            | Storbritannien 3.17,4 Edward Toms George Renwick Richard Ripley Guy Butler                |
| 1928 | Förenta staterna 3.14,2 George Baird Fred Alderman Emerson Spencer Ray Barbuti              | Tyskland 3.14,8 Otto Neumann Harry Werner Storz Richard Krebs Hermann Engelhard    | Kanada 3.15,4 Alex Wilson Phil Edwards Stanley Glover James Ball                          |
| 1932 | Förenta staterna 3.08,2 Ivan Fuqua Edgar Ablowich Karl Warner Bill Carr                     | Storbritannien 3.11,2 Crew Stoneley Tommy Hampson David Burghley Godfrey Rampling  | Kanada 3.12,8 Ray Lewis James Ball Phil Edwards Alex Wilson                               |
| 1936 | Storbritannien 3.09,0 Frederick Wolff Godfrey Rampling Bill Roberts Godfrey Brown           | Förenta staterna 3.11,0 Harold Cagle Robert Young Edward O’Brien Alfred Fitch      | Tyskland 3.11,8 Helmut Hamann Friedrich von Stülpnagel Harry Voigt Rudolf Harbig          |
| 1948 | Förenta staterna 3.10,4 Arthur Harnden Clifford Bourland Roy Cochran Mal Whitfield          | Frankrike 3.14,8 Jean Kerebel Francis Schewetta Robert Chef d’Hotel Jacques Lunis  | Sverige 3.16,0 Kurt Lundquist Lars-Erik Wolfbrandt Folke Alnevik Rune Larsson             |
| 1952 | Jamaica 3.03,9 Arthur Wint Leslie Laing Herb McKenley George Rhoden                         | Förenta staterna 3.04,0 Ollie Matson Gene Cole Charles Moore Mal Whitfield         | Tyskland 3.06,6 Günter Steines Hans Geister Heinz Ulzheimer Karl-Friedrich Haas           |
| 1956 | Förenta staterna 3.04,8 Charles Jenkins Louis Jones Jesse Mashburn Tom Courtney             | Australien 3.06,2 Graham Gipson Leon Gregory David Lean Kevan Gosper               | Storbritannien 3.07,2 Francis Higgins Michael Wheeler John Salisbury Derek Johnson        |
| 1960 | Förenta staterna 3.02,2 Jack Yerman Earl Young Glenn Davis Otis Davis                       | Tyskland 3.02,7 Manfred Kinder Hans-Joachim Reske Johannes Kaiser Carl Kaufmann    | Västindiska federationen 3.04,0 George Kerr James Wedderburn Keith Gardner Malcolm Spence |
| 1964 | Förenta staterna 3.00,7 Ollan Cassell Michael Larrabee Ulis Williams Henry Carr             | Storbritannien 3.01,6 Timothy Graham Adrian Metcalfe John Cooper Robbie Brightwell | Trinidad och Tobago 3.01,7 Edwin Skinner Kenneth Bernard Edwin Roberts Wendell Mottley    |
| 1968 | Förenta staterna 2.56,16 (WR) Vincent Matthews Ron Freeman Larry James Lee Evans            | Kenya 2.59,64 Daniel Rudisha Hezahiah Nyamau Naftali Bon Charles Asati             | Västtyskland 3.00,57 Helmar Müller Manfred Kinder Gerhard Hennige Martin Jellinghaus      |
| 1972 | Kenya 2.59,83 Charles Asati Hezahiah Nyamau Robert Ouko Julius Sang                         | Storbritannien 3.00,46 Martin Reynolds Alan Pascoe David Hemery David Jenkins      | Frankrike 3.00,65 Gilles Bertould Roger Velasquez Francis Kerbiriou Jacques Carette       |
| 1976 | Förenta staterna 2.58,65 Herman Frazier Benny Brown Fred Newhouse Maxie Parks               | Polen 3.01,43 Ryszard Podlas Jan Werner Zbigniew Jaremski Jerzy Pietrzyk           | Västtyskland 3.01,98 Franz-Peter Hofmeister Lothar Krieg Harald Schmid Bernd Herrmann     |
| 1980 | Sovjetunionen 3.01,08 Remigijus Valiulis Michail Linge Nikolaj Tjernetskij Viktor Markin    | Östtyskland 3.01,26 Klaus Thiele Andreas Knebel Frank Schaffer Volker Beck         | Italien 3.04,54 Stefano Malinverni Mauro Zuliani Roberto Tozzi Pietro Mennea              |
| 1984 | Förenta staterna 2.57,91 Sunder Nix Ray Armstead Alonzo Babers Antonio McKay                | Storbritannien 2.59,13 Kriss Akabusi Garry Cook Todd Bennett Philip Brown          | Nigeria 2.59,32 Sunday Uti Moses Ugbusien Rotimi Peters Innocent Egbunike                 |
| 1988 | Förenta staterna 2.56,16 (=WR) Daniel Everett Steve Lewis Kevin Robinzine Harry Reynolds    | Jamaica 3.00,30 Howard Davis Devon Morris Winthrop Graham Bertland Cameron         | Västtyskland 3.00,56 Norbert Dobeleit Edgar Itt Jörg Vaihinger Ralf Lübke                 |
| 1992 | Förenta staterna 2.55,74 (WR) Andrew Valmon Quincy Watts Michael Johnson Steve Lewis        | Kuba 2.59,51 Lázaro Martínez Héctor Herrera Norberto Téllez Roberto Hernández      | Storbritannien 2.59,73 Kriss Akabusi Roger Black David Grindley John Regis                |
| 1996 | Förenta staterna 2.55,99 LaMont Smith Alvin Harrison Derek Mills Anthuan Maybank            | Storbritannien 2.56,60 (ER) Iwan Thomas Jamie Baulch Mark Richardson Roger Black   | Jamaica 2.59,42 Michael McDonald Roxbert Martin Gregory Haughton Davian Clarke            |
| 2000 | Förenta staterna 2.56,35 Alvin Harrison Antonio Pettigrew Calvin Harrison Michael Johnson   | Nigeria 2.58,68 Clement Chukwu Jude Monye Sunday Bada Enefiok Udo-Obong            | Jamaica 2.58,78 Michael Blackwood Gregory Haughton Christopher Williams Danny McFarlane   |
| 2004 | Förenta staterna 2.55,91 Otis Harris Derrick Brew Jeremy Wariner Darold Williamson          | Australien 3.00,60 John Steffensen Mark Ormrod Patrick Dwyer Clinton Hill          | Nigeria 3.00,90 James Godday Musa Audu Saul Weigopwa Enefiok Udo-Obong                    |

### Världsmästerskap
| VM   | Guld                                                                                              | Silver                                                                                 | Brons                                                                                 |
| ---- | ------------------------------------------------------------------------------------------------- | -------------------------------------------------------------------------------------- | ------------------------------------------------------------------------------------- |
| 1983 | Sovjetunionen 3.00,79 Sergej Lovatschov Alexander Troschtschilo Nikolai Tschernezki Viktor Markin | Västtyskland 3.01,83 Erwin Skamrahl Jörg Vaihinger Harald Schmid Hartmut Weber         | Storbritannien 3.03,53 Ainsley Bennett Garry Cook Todd Bennett Philip Brown           |
| 1987 | Förenta staterna 2.57,29 (MR) Daniel Everett Roddie Haley Antonio McKay Harry Reynolds            | Storbritannien 2.58,86 (ER) Derek Redmond Kriss Akabusi Roger Black Philip Brown       | Kuba 2.59,16 (NR) Leandro Peñalver Augustin Pavo Lazaro Martínez Roberto Hernández    |
| 1991 | Storbritannien 2.57,53 (ER) Roger Black Derek Redmond John Regis Kriss Akabusi                    | Förenta staterna 2.57,57 Andrew Valmon Quincy Watts Daniel Everett Antonio Pettigrew   | Jamaica 3.00,10 Patrick O'Connor Devon Morris Winthrop Graham Seymour Fagan           |
| 1993 | Förenta staterna 2.54,29 (WR) Andrew Valmon Quincy Watts Harry Reynolds Michael Johnson           | Kenya 2.59,82 Kennedy Ochieng Simon Kemboi Abednego Matilu Samson Kitur                | Tyskland 2.59,99 Rico Lieder Karsten Just Olaf Hense Thomas Schönlebe                 |
| 1995 | Förenta staterna 2.57,32 Marlon Ramsey Derek Mills Harry Reynolds Michael Johnson                 | Jamaica 2.59,88 Michael McDonald Davian Clarke Danny McFarlane Gregory Haughton        | Nigeria 3.03,18 Udeme Ekpeyong Kunle Adejuyigbe Jude Monye Sunday Bada                |
| 1997 | Förenta staterna 2.56,47 Jerome Young Antonio Pettigrew Chris Jones Tyree Washington              | Storbritannien 2.56,65 Iwan Thomas Roger Black Jamie Baulch Mark Richardson            | Jamaica 2.56,75 (NR) Michael McDonald Gregory Haughton Danny McFarlane Davian Clarke  |
| 1999 | Förenta staterna 2.56,45 Jerome Davis Antonio Pettigrew Angelo Taylor Michael Johnson             | Polen 2.58,91 Tomasz Czubak Robert Mackowiak Jacek Bocian Piotr Haczek                 | Jamaica 2.59,34 Michael McDonald Gregory Haughton Danny McFarlane Davian Clarke       |
| 2001 | Förenta staterna 2.57,54 Leonard Byrd Antonio Pettigrew Derrick Brew Angelo Taylor                | Bahamas 2.58,19 (NR) Avard Moncur Christopher Brown Troy McIntosh Timothy Munnings     | Jamaica 2.58,39 Brandon Simpson Christopher Williams Gregory Haughton Danny McFarlane |
| 2003 | Frankrike 2.58,96 (NR) Leslie Djhone Naman Keïta Stéphane Diagana Marc Raquil                     | Jamaica 2.59,60 Brandon Simpson Danny McFarlane Davian Clarke Michael Blackwood        | Bahamas 3.03,53 Avard Moncur Dennis Darling Nathaniel McKinney Christopher Brown      |
| 2005 | Förenta staterna 2.56,91 Andrew Rock Derrick Brew Darold Williamson Jeremy Wariner                | Bahamas 2.57,32 (NR) Nathaniel McKinney Avard Moncur Andrae Williams Christopher Brown | Jamaica 2.58,07 Sanjay Ayre Brandon Simpson Lansford Spence Davian Clarke             |
| 2007 | Förenta staterna 2.55,56 LaShawn Merritt Angelo Taylor Darold Williamson Jeremy Wariner           | Bahamas 2.59,18 Avard Moncur Michael Mathieu Andrae Williams Christopher Brown         | Polen 3.00,05 Marek Plawgo Daniel Dabrowski Marcin Marciniszyn Kacper Kozlowski       |
| 2009 | Förenta staterna 2.57,86 Angelo Taylor Jeremy Wariner Kerron Clement LaShawn Merritt              | Storbritannien 3.00,53 Conrad Williams Michael Bingham Robert Tobin Martyn Rooney      | Australien 3.00,90 John Steffensen Ben Offereins Tristan Thomas Sean Wroe             |

### Europamästerskap
| OS   | Guld                                                                                              | Silver                                                                                          | Brons                                                                                        |
| ---- | ------------------------------------------------------------------------------------------------- | ----------------------------------------------------------------------------------------------- | -------------------------------------------------------------------------------------------- |
| 1934 | Tyskland 3.14,1 Helmut Hamann Hans Scheele Harry Voigt Adolf Metzner                              | Frankrike 3.15,6 Robert Paul Serge Guillez Raymond Boisset Pierre Skawinski                     | Sverige 3.23,2 Sven Strömberg Pelle Pihl Gustaf Ericson Bertil von Wachenfeldt               |
| 1938 | Tyskland 3.13,7 (MR) Hermann Blazejezak Manfred Bues Erich Linnhoff Rudolf Harbig                 | Storbritannien 3.14,9 John Barnes Alfred Baldwin Alan Pennington Godfrey Brown                  | Sverige 3.17,3 Lars Nilsson Carl-Henrik Gustafsson Börje Thomasson Bertil von Wachenfeldt    |
| 1946 | Frankrike 3.14,4 Bernard Santona Yves Cros Robert Chef d’Hotel Jacques Lunis                      | Storbritannien 3.14,5 Ronald Ede Derek Pugh Bernard Elliot William Roberts                      | Sverige 3.15,0 Folke Alnevik Stig Lindgård Sven-Erik Nolinge Tore Sten                       |
| 1950 | Storbritannien 3.14,4 Martin Pike Leslie Lewis Angus Scott Derek Pugh                             | Italien 3.14,5 Baldasare Porto Armando Filiput Luigi Paterlini Antonio Siddi                    | Sverige 3.15,0 Gösta Brännström Tage Ekfeldt Rune Larsson Lars-Erik Wolfbrandt               |
| 1954 | Frankrike 3.08,7 (MR) Claude Haarhoff Jacques Degats Jean-Paul Martin du Gard Jean-Pierre Goudeau | Västtyskland 3.08,8 Hans Geister Helmut Drehen Heinz Ulzheimer Karl-Friedrich Haas              | Finland 3.11,5 Raimo Graeffe Sven-Oswald Mildh Rolf Back Voitto Hellsten                     |
| 1958 | Storbritannien 3.07,9 (MR) Ted Sampson John MacIsaac John Wrighton John Salisbury                 | Västtyskland 3.08,2 Carl Kaufmann Manfred Poerscke Johannes Kaiser Karl-Friedrich Haas          | Sverige 3.10,7 Nils Holmberg Hans Lindgren Lennart Johnsson Alf Petersson                    |
| 1962 | Västtyskland 3.05,8 (MR) Johannes Schmitt Wilfried Kindermann Jochen Reske Manfred Kinder         | Storbritannien 3.05,9 Barry Jackson Kenneth Wilcock Adrian Metcalfe Robbie Brightwell           | Schweiz 3.07,0 Bruno Galliker Jean-Louis Descloux Marius Theiler Hans-Rüdi Bruder            |
| 1966 | Polen 3.04,5 (MR) Jan Werner Edmund Borowski Stanislaw Gredzinski Andrzej Badenski                | Västtyskland 3.04,8 Friedrich Roderfeld Jens Ulbricht Rolf Krüssmann Manfred Kinder             | Östtyskland 3.05,7 Joachim Both Günther Klann Michael Zerbes Wilfried Weiland                |
| 1969 | Frankrike 3.02,3 (MR) Gilles Bertould Christian Nicolau Jacques Carette Jean-Claude Nallet        | Sovjetunionen 3.03,0 Jevgenij Borisenko Boris Savtjuk Jurij Sorin Aleksandr Bratjikov           | Västtyskland 3.05,7 Horst-Rüdiger Schlöske Ingo Röper Gerhard Hennige Martin Jellinghaus     |
| 1971 | Västtyskland 3.02,9 Horst-Rüdiger Schlöske Thomas Jordan Martin Jellinghaus Hermann Köhler        | Polen 3.03,6 Andrzej Badenski Jan Balachowski Waldemar Korycki Jan Werner                       | Italien 3.04,6 Lorenzo Cellerino Giacomo Puosi Sergio Bello Marcello Fiasconaro              |
| 1974 | Storbritannien 3.03,33 Glendon Cohen William Hartley Alan Pascoe David Jenkins                    | Västtyskland 3.03,52 Hermann Köhler Horst-Rüdiger Schlöske Karl Honz Rolf Ziegler               | Frankrike 3.03,57 Jean-Claude Nallet Roger Velasquez Jacques Carette Francis Demarthon       |
| 1978 | Västtyskland 3.02,03 (MR) Martin Weppler Franz-Peter Hofmeister Bernd Herrmann Harald Schmid      | Polen 3.03,62 Jerzy Wlodarczyk Zbigniew Jaremski Cezary Lapinski Ryszard Podlas                 | Tjeckoslovakien 3.04,99 Josef Lomický František Brečka Miroslav Tulis Karel Kolár            |
| 1982 | Västtyskland 3.00,51 (MR) Erwin Skamrahl Harald Schmid Thomas Giessing Hartmut Weber              | Storbritannien 3.00,68 David Jenkins Garry Cook Todd Bennett Philip Brown                       | Sovjetunionen 3.00,80 Aleksandr Trotsjilo Pavel Rostsjin Pavel Konovalov Viktor Markin       |
| 1986 | Storbritannien 2.59,84 (MR) Derek Redmond Kriss Akabussi Brian Whittle Roger Black                | Västtyskland 3.00,17 Klaus Just Edgar Itt Harald Schmid Ralf Lübke                              | Sovjetunionen 3.00,47 Vladimir Prosin Vladimir Krylov Arkadiy Kornilov Aleksandr Kurotchikin |
| 1990 | Storbritannien 2.58,22 (ER) Paul Sanders Kriss Akabussi John Regis Roger Black                    | Västtyskland 3.00,64 Klaus Just Edgar Itt Carsten Köhrbrück Norbert Dobeleit                    | Östtyskland 3.01,51 Rico Lieder Karsten Just Thomas Schönlebe Jens Carlowitz                 |
| 1994 | Storbritannien 2.59,13 David McKenzie Roger Black Brian Whittle Du’aine Ladejo                    | Frankrike 3.01,11 Pierre-Marie Hilaire Jacques Farraudière Jean-Louis Rapnouli Stéphane Diagana | Ryssland 3.03,10 Michail Vdovin Dimitri Bej Dimitri Kosov Dimitri Golovastov                 |
| 1998 | Storbritannien 2.58,68 Mark Hylton Jamie Baulch Iwan Thomas Mark Richardson                       | Polen 2.58,88 Piotr Rysiukiewicz Tomasz Czubak Piotr Haczek Robert Maćkowiak                    | Spanien 3.02,47 Antonio Andres Juan Trull Andrés Martinez David Canal                        |
| 2002 | Storbritannien 3.01,25 Jared Deacon Matt Elias Jamie Baulch Daniel Caines                         | Ryssland 3.01,34 Oleg Mishukov Andrey Semyonov Ruslan Mashchenko Yuriy Borzakovskiy             | Frankrike 3.02,76 Leslie Djhone Ahmed Douhou Naman Keita Ibrahima Wade                       |
| 2006 | Frankrike 3.01,10 Leslie Djhone Idrissa M'Barke Naman Keita Marc Raquil                           | Storbritannien 3.01,63 Robert Tobin Rhys Williams Graham Hedman Tim Benjamin                    | Polen 3.01,73 Daniel Dąbrowski Piotr Kędzia Piotr Rysiukiewicz Rafal Wieruszewski            |
| 2010 | Ryssland 3.02,14 Maksim Dyldin Alexej Aksenov Vladimir Krasnov Pavel Trenikhin                    | Storbritannien 3.02,25 Conrad Williams Michael Bingham Martyn Rooney Robert Tobin               | Belgien 3.02,60 Arnaud Destatte Kevin Borlée Cédric van Branteghem Jonathan Borlée           |